# Kasteel van Rethy

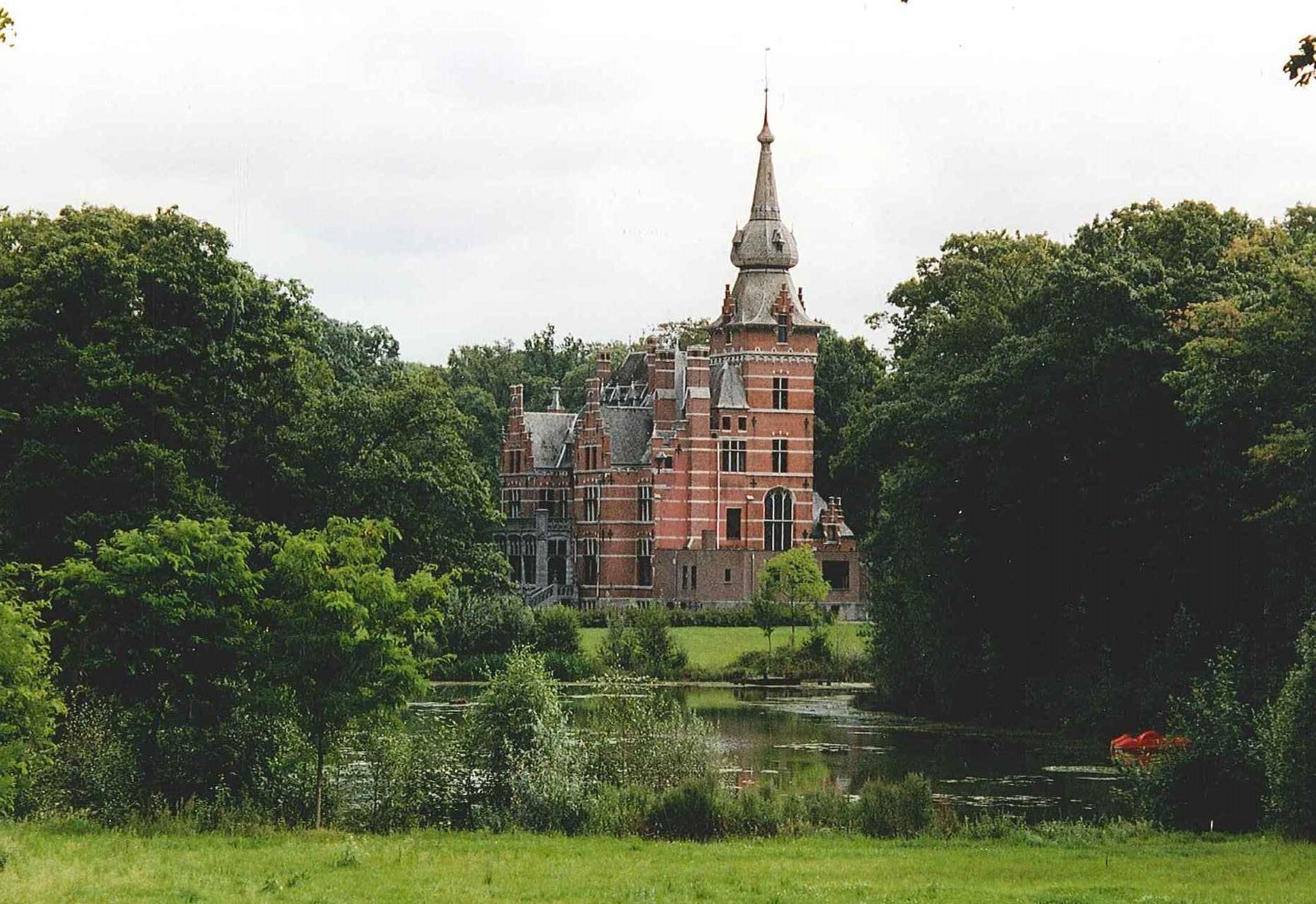
Kasteel van Rethy

Het Kasteel van Rethy is een kasteelachtig landhuis dat zich bevindt in de Belgische plaats Retie.
Het is gelegen langs de baan Retie-Kasterlee en het is gebouwd in 1906 in neogotische stijl naar een ontwerp van de Leuvense architect Langerock in opdracht van François du Four, die destijds burgemeester van Turnhout en eigenaar van de drukkerij Brepols was. Tijdens de zomermaanden deed het kasteel dienst als vakantieverblijf voor de familie Du Four, en de winter werden er jachtpartijen georganiseerd. Het prachtig park van 30 ha in Engelse landschapsstijl werd aangelegd door de Brusselse landschapsarchitect Jules Buyssens.
Aan de ingang van het domein bevindt zich de Klyn Hoeve. Deze hoeve voorzag, met zijn boerderij, moestuin en boomgaard, het kasteel destijds van levensmiddelen. De Klyn Hoeve is waarschijnlijk de oudste hoeve van Retie. Er werd reeds in de 16e eeuw melding van gemaakt. Ze werd toen gebruikt als tiendenschuur. Momenteel wordt de hoeve gebruikt als brasserie.
Het koetshuis doet momenteel dienst als clubhuis voor een motorclub. Aan de overkant van de weg liggen de vroegere paardenstallingen. Deze zijn opgenomen in het vakantiedomein De Linde.